# Viticella aurita
Viticella aurita là loài thực vật có hoa trong họ Mồ hôi. Loài này được (Lindl.) J.F. Macbr. miêu tả khoa học đầu tiên năm 1919.